# Fairfield (Iowa)
Fairfield es una ciudad ubicada en el condado de Jefferson en el estado estadounidense de Iowa. En el Censo de 2010 tenía una población de 9464 habitantes y una densidad poblacional de 569,17 personas por km².

## Geografía
Fairfield se encuentra ubicada en las coordenadas 41°0′25″N 91°58′2″O / 41.00694, -91.96722. Según la Oficina del Censo de los Estados Unidos, Fairfield tiene una superficie total de 16.63 km², de la cual 16.22 km² corresponden a tierra firme y (2.46%) 0.41 km² es agua.

## Demografía
Según el censo de 2010, había 9464 personas residiendo en Fairfield. La densidad de población era de 569,17 hab./km². De los 9464 habitantes, Fairfield estaba compuesto por el 90.29% blancos, el 2.02% eran afroamericanos, el 0.19% eran amerindios, el 3.93% eran asiáticos, el 0.01% eran isleños del Pacífico, el 1.36% eran de otras razas y el 2.2% pertenecían a dos o más razas. Del total de la población el 3.63% eran hispanos o latinos de cualquier raza.